# Convenção sobre Consentimento ao Casamento, Idade Mínima para Casamento e Registro de Casamentos
Predefinição:Infobox TreatyA Convenção sobre Consentimento para Casamento, Idade Mínima para Casamento e Registro de Casamento  foi um tratado acordado nas Nações Unidas sobre os padrões de casamento. O tratado foi aberto para assinatura e ratificação pela Resolução 1763 A (XVII) da Assembléia Geral em 7 de novembro de 1962 e entrou em vigor em 9 de dezembro de 1964 por troca de cartas, de acordo com o artigo 6. A Convenção foi assinada por 16 países e há 55 partes na Convenção.
A Convenção reafirma a natureza consensual dos casamentos e exige que as partes estabeleçam uma idade mínima de casamento e assegurem o registro dos casamentos.

## Lista de signatários
| Participante                      | Assinatura   | Ratificação, Adesão, Sucessão |
| --------------------------------- | ------------ | ----------------------------- |
| Antígua e Barbuda                 | 25 Out. 1988 |                               |
| Argentina                         | 26 Fev. 1970 |                               |
| Áustria                           | 1 Out. 1969  |                               |
| Azerbaijão                        | 16 Ago. 1996 |                               |
| Bangladesh                        | 5 Out 1998   |                               |
| Barbados                          | 1 Out 1979   |                               |
| Benin                             | 19 Out 1965  |                               |
| Bósnia e Herzegovina              | 1 Set 1993   |                               |
| Brasil                            | 11 Fev 1970  |                               |
| Burkina Faso                      | 8 Dez 1964   |                               |
| Chile                             | 10 Dez 1962  |                               |
| Côte d'Ivoire                     | 18 Dez 1995  |                               |
| Croácia                           | 12 Out 1992  |                               |
| Cuba                              | 17 Out 1963  | 20 Ago 1965                   |
| Chipre                            | 30 Jul 2002  |                               |
| República Checa                   | 22 Fev 1993  |                               |
| Dinamarca                         | 31 Out 1963  | 8 Set 1964                    |
| República Dominicana              | 8 Oct 1964   |                               |
| Fiji                              | 19 Jul 1971  |                               |
| Finlândia                         | 18 Aug 1964  |                               |
| França                            | 10 Dez 1962  | 14 Out 2010                   |
| Alemanha                          | 9 Jul 1969   |                               |
| Grécia                            | 3 Jan 1963   |                               |
| Guatemala                         | 18 Jan 1983  |                               |
| Guiné                             | 10 Dez 1962  | 24 Jan 1978                   |
| Hungria                           | 5 Nov 1975   |                               |
| Islândia                          | 18 Out 1977  |                               |
| Israel                            | 10 Dez 1962  |                               |
| Itália                            | 20 Dez 1963  |                               |
| Jordânia                          | 1 Jul 1992   |                               |
| Quirguistão                       | 10 Fev 1997  |                               |
| Libéria                           | 16 Set 2005  |                               |
| Líbia                             | 6 Set 2005   |                               |
| Macedônia                         | 18 Jan 1994  |                               |
| Mali                              | 19 Ago 1964  |                               |
| México                            | 22 Fev 1983  |                               |
| Mongólia                          | 6 Jun 1991   |                               |
| Montenegro                        | 23 Out 2006  |                               |
| Países Baixos                     | 10 Dez 1962  | 2 Jul 1965                    |
| Nova Zelândia                     | 23 Dez 1963  | 12 Jun 1964                   |
| Noruega Noruega                   | 10 Set 1964  |                               |
| Filipinas                         | 5 Fev 1963   | 21 Jan 1965                   |
| Polônia                           | 17 Dez 1962  | 8 Jan 1965                    |
| Roménia                           | 27 Dez 1963  | 21 Jan 1993                   |
| Ruanda                            | 26 Set 2003  |                               |
| Samoa                             | 24 Ago 1964  |                               |
| Sérvia                            | 12 Mar 2001  |                               |
| Eslováquia                        | 28 Maio 1993 |                               |
| África do Sul África              | 29 Jan 1993  |                               |
| Espanha                           | 15 Abr 1969  |                               |
| Sri Lanka                         | 12 Dez 1962  |                               |
| São Vicente e Granadinas          | 27 Abr 1999  |                               |
| Suécia                            | 10 Dez 1962  | 16 Jun 1964                   |
| Trinidad e Tobago                 | 2 Out 1969   |                               |
| Tunísia                           | 24 Jan 1968  |                               |
| Reino Unido                       | 9 Jul 1970   |                               |
| Estados Unidos da America Estados | 10 Dez 1962  |                               |
| Venezuela                         | 31 Maio 1983 |                               |
| Iémen                             | 9 Fev. 1987  |                               |
| Zimbábue                          | 23 Nov. 1994 |                               |